# Campionat d'Europa de trial indoor
El Campionat d'Europa de trial indoor (oficialment: FIM Indoor Trial European Championship), regulat per la FIM, fou la màxima competició europea de trial indoor durant els anys 1997 i 1998.
Tot i restringir-se a Europa, el campionat fou organitzat per la FIM i no per la UEM. No tingué gaire continuïtat, ja que només se'n celebraren dues edicions.

## Historial
| Edició | Any  | Campió        | Motocicleta |
| ------ | ---- | ------------- | ----------- |
| I      | 1997 | Gabriel Reyes | Montesa     |
| II     | 1998 | Graham Jarvis | Scorpa      |